# Kjetil Undset
Kjetil Undset (født 24. august 1970 i Stavanger) er en norsk tidligere roer og dobbelt olympisk medaljevinder.
Ved OL 1992 i Barcelona stillede Undset op i dobbeltfireren sammen med Rolf Thorsen, Lars Bjønness og Per Sætersdal. Nordmændene vandt deres indledende heat og kvalificerede sig til finalen med en andenplads i semifinalen efter Italien. I finalen holdt de italienerne bag sig, men den tyske båd vandt med næsten to sekunders forspring til nordmændene, der dermed genvandt deres sølvmedaljer fra 1988.
Han vandt senere, sammen med Steffen Størseth, sølv i dobbeltsculler ved OL 1996 i Atlanta. Duoen vandt sit indledende heat og blev toer i semifinalen, hvor de blev slået af den italienske båd. I finalen var italienerne igen for stærke og kom i mål næsten halvandet sekund foran de to nordmænd, der vandt sølv foran den franske båd, der var yderligere næsten halvandet sekund bagud.
Han deltog også i ved OL 2000 i Sydney, hvor han var en del af den norske firer uden styrmand, der endte på niendepladsen.
Undset blev desuden verdensmester i singlesculler i 1993, mens han sammen med Størseth vandt tre VM-medaljer i dobbeltsculler, to sølvmedaljer i henholdsvis 1997 og 1998 og en bronzemedalje i 1995.

## OL-medaljer
- 1992:  Sølv i dobbeltfirer
- 1996:  Sølv i dobbeltsculler